# Etteln
Etteln ist der südliche Ortsteil der Gemeinde Borchen im Kreis Paderborn in Nordrhein-Westfalen (Deutschland).

## Geografie

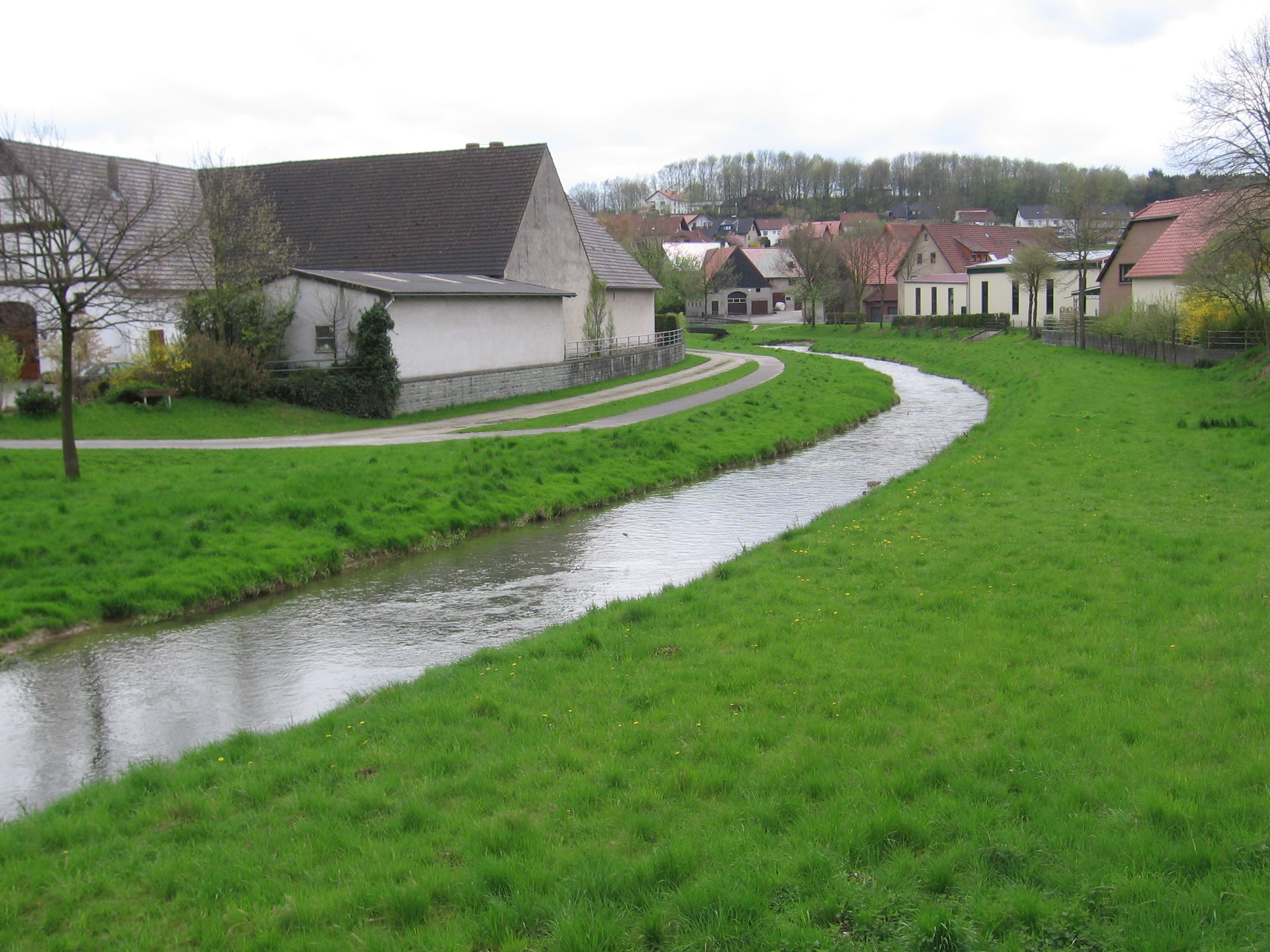
Altenau in Etteln

Etteln liegt auf der Paderborner Hochfläche und wird von der Altenau durchflossen.
Im Uhrzeigersinn beginnend im Westen grenzt Etteln an den Salzkottener Stadtteil Niederntudorf, an die Borchener Ortsteile Alfen, Kirchborchen und Dörenhagen, an den Lichtenauer Stadtteil Henglarn sowie die Bad Wünnenberger Stadtteile Helmern und Haaren.

## Geschichte
Nahe Etteln wurde bei der Ortslage Gellinghausen die Wallburg Gellinghausen gefunden, die wohl schon von den Kelten benutzt wurde. Sie scheint bis ins Hochmittelalter als Schutzburg für Anwohner gedient zu haben.

### Ersterwähnung und Ortsname
Etteln wird zuerst 1031 als „Etlinun“ erwähnt. Der Name wird als ‚An der Berglehne‘, ‚Am Abhang‘ interpretiert.

### Hexenprozesse in Borchen
Von 1597 bis ca. 1611 wurden Hexenprozesse auf dem Gebiet der heutigen Gemeinde Borchen durchgeführt. 13 Menschen aus Etteln wurden angeklagt, neun Personen wegen angeblicher Zauberei verbrannt.

### Neuzeit
1646 wurde der Ort von schwedischen Truppen niedergebrannt. Auch 1731 und 1733 kam es hier zu Dorfbränden. Etteln gehörte bis zu den Napoleonischen Kriegen zum Hochstift Paderborn. Im Königreich Westphalen bildete der Ort von 1807 bis 1813 eine Gemeinde im Kanton Atteln des Distrikts Paderborn im Departement der Fulda. 1816 kam die Gemeinde zum neuen Kreis Büren, in dem sie zum Amt Atteln gehörte.
Im Juli 1965 war Etteln von einem schweren Hochwasser, der Heinrichsflut, betroffen. Vier Kinder ertranken.
Durch das Sauerland/Paderborn-Gesetz wurde Etteln am 1. Januar 1975 Teil der Gemeinde Borchen und kam mit dieser zum Kreis Paderborn.

### Einwohnerentwicklung
| 1818 | 860  |
| 1871 | 1096 |
| 1885 | 1067 |
| 1905 | 988  |
| 1933 | 1071 |
| 1939 | 1066 |
| 1946 | 1565 |
| 1961 | 1276 |
| 1970 | 1391 |
| 1973 | 1413 |
| 1974 | 1451 |
| 2005 | 1944 |
| 2019 | 1857 |

## Politik

### Ortsvorsteher
- 1975–1994 August Agethen
- 1994–2009 Friedhelm Rustemeier
- 2009–2014 Andreas Voß
- 2014–0000 Ulrich Ahle

Ortsvorsteher von Etteln ist Ulrich Ahle (CDU).

### Gemeinderatswahl
Bei der Kommunalwahl 2009 geben die Ettelner Bürger ihre Stimmen bei der Wahl zum Borchener Gemeinderat wie folgt ab:
- CDU 54,90 %
- SPD 22,04 %
- Freie Wählergemeinschaft Borchen (FWB) 4,90 %
- Borchener Bürger Union (BBU) 14,80 %
- Freie Demokratische Partei (FDP) 3,37 %

## Wirtschaft und Infrastruktur
Der Autobahnanschluss Borchen-Etteln an der A 33 (Bad Wünnenberg–Paderborn–Bielefeld) liegt drei Kilometer nördlich vom Autobahnkreuz Wünnenberg-Haaren mit der A 44 Dortmund–Kassel. Die südliche Verlängerung der A 33 über das Autobahnkreuz hinaus ist die B 480 Richtung Brilon–Winterberg.
Eine an Werktagen halbstündlich verkehrende Buslinie, die Linie R82, verbindet Etteln nordwärts mit dem Sitz der Gemeinde Kirchborchen und der Kreisstadt Paderborn sowie südwärts mit dem Altenautal und Lichtenau.
Im Ort gibt es eine Grundschule und einen katholischen Kindergarten.
Am 31. Oktober 2024 erhielt Etteln mit dem Projekt „Digitaler Dorfzwilling“ den ersten Preis des globalen Smart-City-Wettbewerbs des Institute of Electrical and Electronics Engineers (IEEE) und lag damit vor Hongkong. Unter anderem wurden mit mehr als 3.000 Stunden ehrenamtlicher Arbeit von über 60 Freiwilligen rund 30 Kilometer Glasfaserleitungen verlegt.

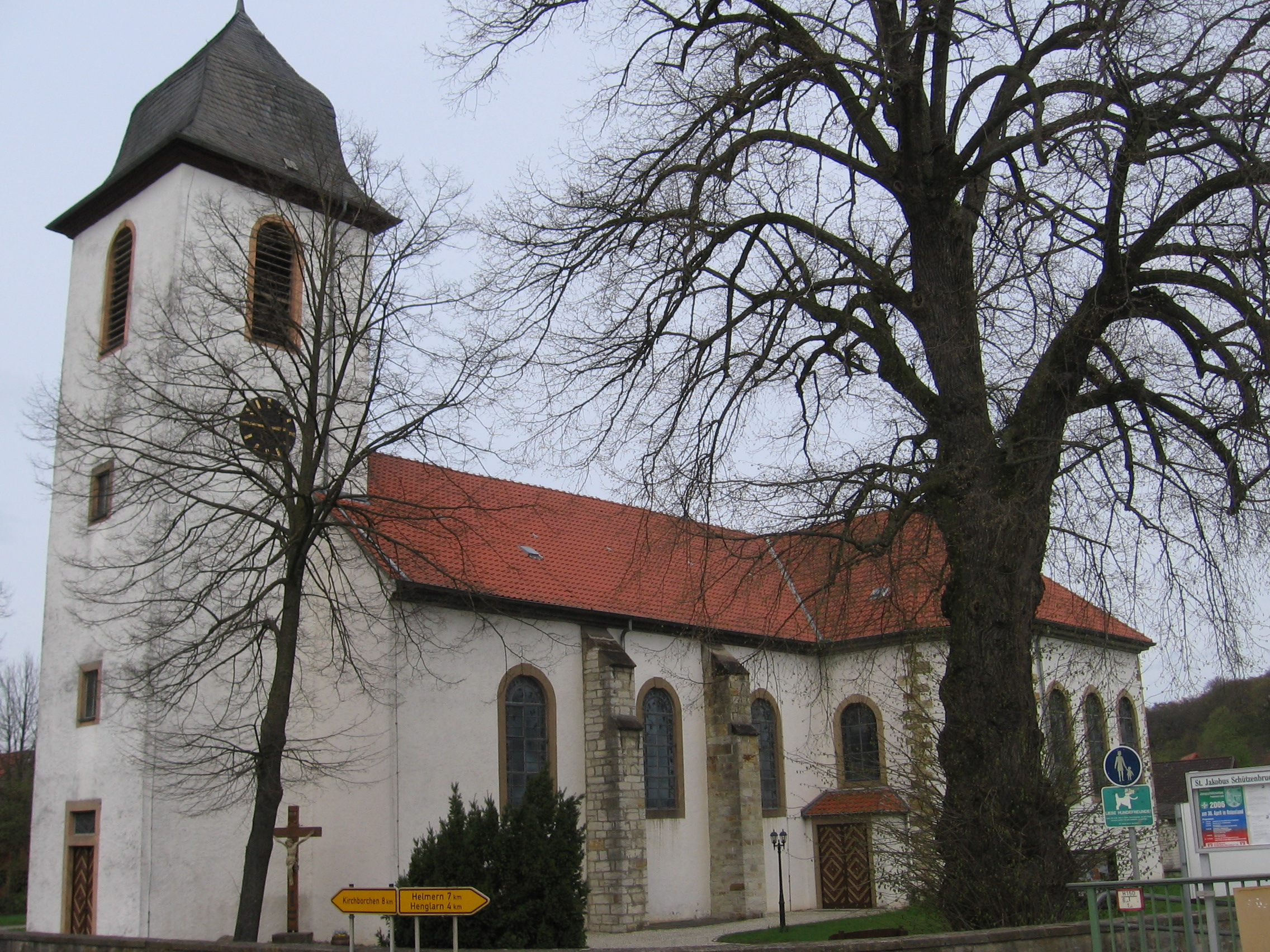
Katholische Pfarrkirche Etteln

## Religion
Die katholische Pfarrkirche St. Simon und Judas Thaddäus wurde 1748 im barocken Stil erbaut und den Aposteln Simon und Judas Thaddäus geweiht. 1953 erfolgte der Anbau eines Querschiffes.
Die evangelisch-lutherischen Einwohner gehören zur evangelischen Kirchengemeinde Lichtenau.

## Kultur und Sehenswürdigkeiten

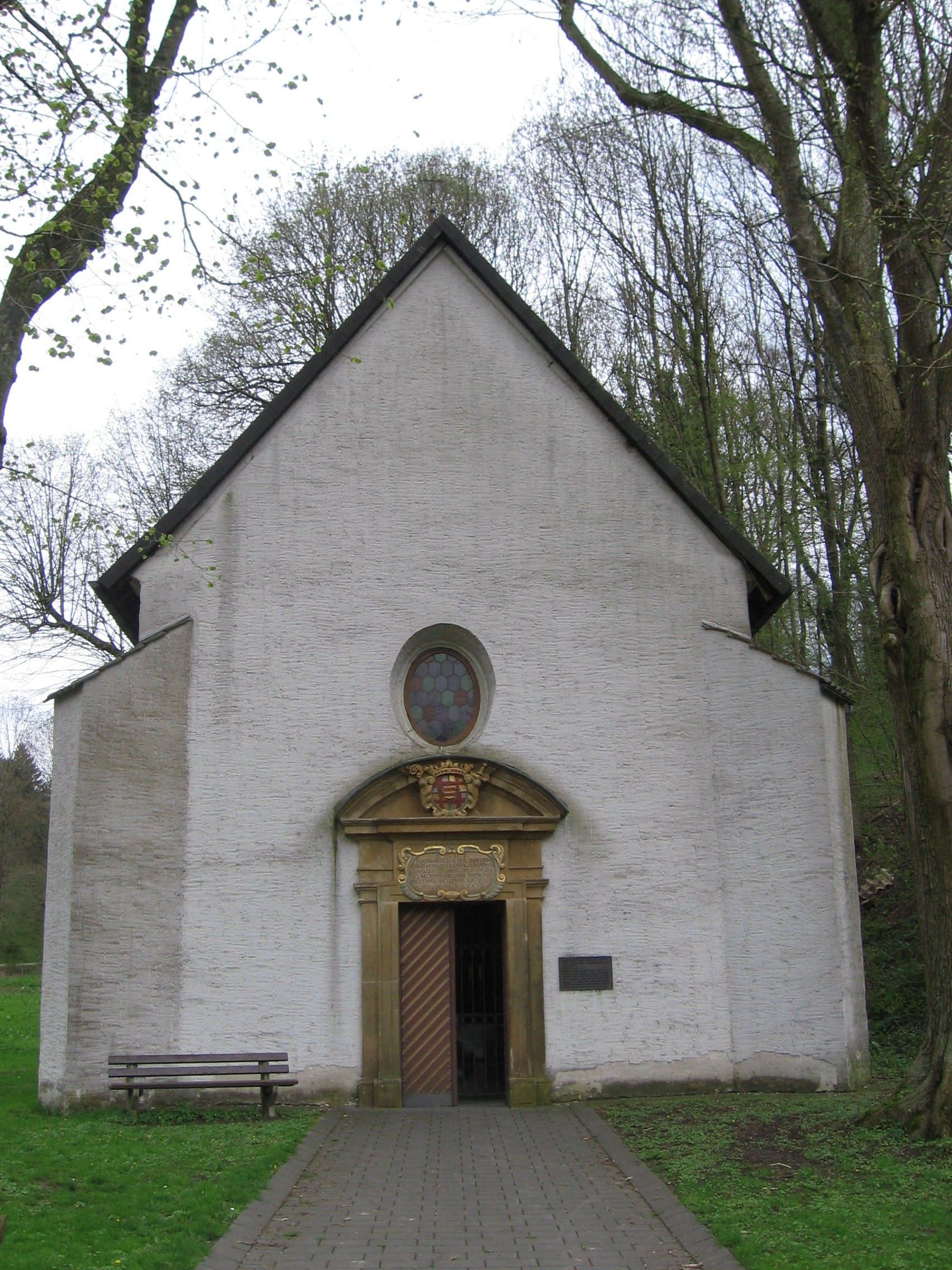
Kluskapelle, Vorderansicht

### Bauwerke
Etwas abseits des Orts befindet sich die Kluskapelle. Sie wurde 1677 erbaut und am 21. Oktober 1681 durch Nicolaus Steno (Niels Stensen) der heiligen Lucia geweiht (Kluskapelle St. Lucia). Anlass war die Genesung des Bischofs Ferdinand von Fürstenberg von einer schweren Krankheit. 1867 erhielt die Kapelle eine neue Glocke, nachdem die alte gestohlen worden war.
Zwischen 700 v. Chr. und 1200 n. Chr. liegen die verschiedenen Nutzungsphasen der Hünenburg Gellinghausen nordwestlich von Etteln.

### „Teufelsstein“
Während der Zeit des Kampfes zwischen Heiden- und Christentum entstand die Sage um den Teufelsstein. Er liegt am Steg und es wird erzählt, dass der Teufel einen christlichen Missionar dabei beobachtet haben soll, wie er bekehrungswilligen Heiden predigte. Daraufhin warf der Teufel vor Wut einen großen Felsbrocken nach dem Priester und seinen Zuhörern, der diese zerschmettern sollte. Doch wie durch ein Wunder stürzte der Stein auf den Abhang und blieb dort unverrückbar liegen. Seitdem wird dieser Felsbrocken Teufelsstein genannt.

## Persönlichkeiten
Bekannte, aus Etteln stammende Persönlichkeiten sind unter anderem der Dressurreiter Hubertus Schmidt, Mannschafts-Olympiasieger der Olympischen Spiele 2004 in Athen, und der ehemalige Osnabrücker Bischof Franz-Josef Bode.